# ماکاری، هوکایدو
ماکاری، هوکایدو (به لاتین: Makkari, Hokkaido) یک منطقهٔ مسکونی در ژاپن است که در Shiribeshi Subprefecture واقع شده‌است. ماکاری ۲٬۳۲۳ نفر جمعیت دارد.